# Слободка (Глотовское сельское поселение)
Слобо́дка — деревня в Знаменском районе Орловской области. Административный центр Глотовского сельского поселения.

## История
Деревня Новая Слободка впервые упоминается в 1678 году в составе Севского разряда в Карачевском уезде среди поместий Рословского стана.

## Население
| 2010 |
| ---- |
| 12   |

## Улицы
В деревне имеется одна улица — Новая.